# Da Vinci (robô)

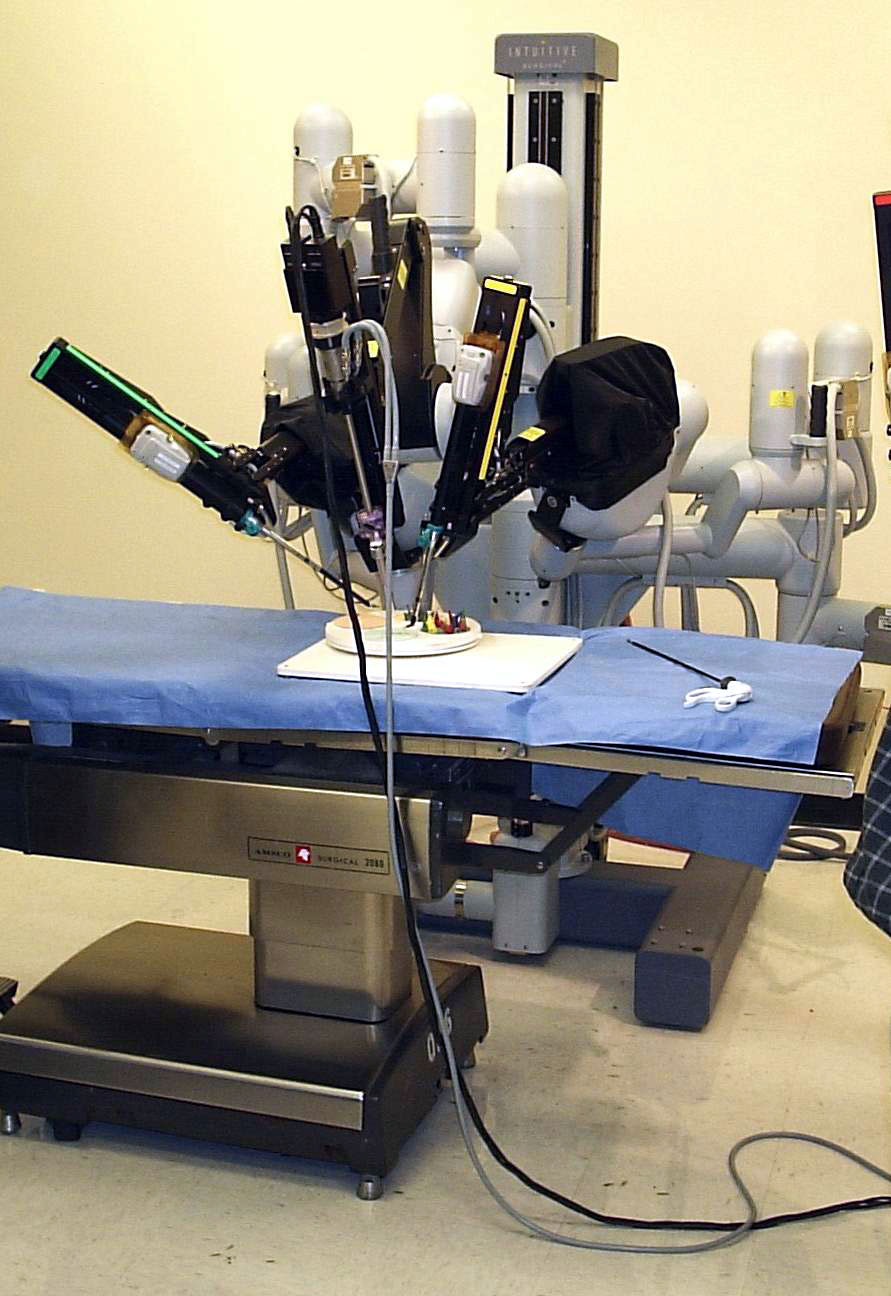
Robô da Vinci.

Da Vinci é um robô portátil que pode auxiliar (o termo correto é cirurgia videolaparoscópica robô-assistida) na operação de pacientes. O robô é controlado por um médico à longa distância do local. O primeiro teste, feito em julho de 2006, foi em Simi Valley, um deserto da Califórnia, nos Estados Unidos, e o médico estava em Seattle. O Da Vinci tem dois braços em cada lado da cama do paciente. O projeto foi financiado pela Agência de Projetos de Pesquisa Avançada para Defesa-Darpa, dos Estados Unidos.
Ao contrário do estudo inicial, atualmente se realizam as cirurgias com o médico cirurgião na sala de operação. O robô traz benefícios teóricos em relação à cirurgia videolaparoscópica por possibilitar a maior amplitude de movimentação (em relação à mão humana), eliminar tremores de repouso, ter visão em 3D, entre outros. A grande crítica em relação ao robô é o seu custo (de até 7 milhões de reais pelo console, além do custo aumentado de cada cirurgia).
O robô é mais comumente utilizada para cirurgias urológicas, em especial para prostatectomia (cirurgias para retirar a próstata, para câncer de próstata, por exemplo). Estudos já estão demonstrando benefício no uso do robô para essas cirurgias. O robô também é utilizado em outras áreas, como em cirurgias digestivas, ginecológicas, proctológicas, entre outras.

## No Brasil
No dia 30 de março de 2008, foi realizada a primeira cirurgia no Brasil auxiliada pelo robô da Vinci. A cirurgia urológica foi realizada no Hospital Sírio Libanês.
O primeiro hospital a disponibilizar essa cirurgia pelos Sistema Único de Saúde foi o Hospital de Clínicas de Porto Alegre (09 de agosto de 2013).
O Hospital Universitário Pedro Ernesto, ligado à Universidade Estadual do Rio de Janeiro(UERJ) foi o primeiro a oferecer a plataforma DaVinci Xi(a mais moderna) pelo Sistema Único de Saúde.https://www.gruporbp.com.br/editorial/grupo-1/saude/governo-do-rio-inaugura-unidade-cirurgica-no-hospital-universitario-pedro-ernesto